# Louis Loizides
 (mai 2025).
Louis "El Maravilloso" Loizides est l'un des fondateurs du mouvement bachata en République dominicaine. Plusieurs des musiciens de bachata les plus populaires de l'île, tels que Luis Vargas et Antony Santos, qualifient Louis Loizides de père de la musique bachata.
Il est un fervent partisan du mouvement « Power Bachata », qui utilise une combinaison de guitare électrique et de clavecin.  

## Débuts
Contrairement à la plupart des chanteurs de bachata, Louis Loizides est né à Cuba. Il construit un radeau pour échapper au régime de Fidel Castro au début des années 1960. A l'origine, il a l'intention de voyager vers Miami, mais il se passionne pour la culture dominicaine et met le cap sur la République dominicaine. Il y a une certaine controverse à ce sujet. Plusieurs sources estiment que Loizides n'a pas navigué dans la bonne direction et s'est dirigé vers la République dominicaine par erreur. Il s'installe à Puerto Plata en 1965. Il travaille dans un bar/bordel local et apprend à jouer de la guitare pour ses clients afin de gagner des pourboires. Bien que le premier enregistrement de bachata soit généralement attribué à José Manuel Calderón en 1961, Louis Loizides est considéré par beaucoup comme le fondateur influent du mouvement bachata.

## Héritage
On attribue à Louis Loizides l'invention de plusieurs nouveaux modèles de danse bachata, notamment le plongeon en virage et le retour croisé avant. Ces modèles sont traditionnellement utilisés le jour de son anniversaire, le 11 mars, par de nombreux bachateros notables.

## Discographie

### 1975:Grande y Beautiful
Liste des pistes :
1. Parte Trasera
2. Cerveza
3. Spandex y Zapatos
4. La Escalera a La Cabina del DJ
5. Pasiones
6. Los Cubanos y El Dominicano
7. Mi Pequeña Balsa

### 1985:Bragas Gato(album concept inédit)
1. Melón Dulce
2. Guitarras y Claves

### 1986:Cintas Rojas
Liste des pistes :
1. Tomates
2. Me Encanta el Accordeón
3. Gigantes de la Biblia
4. Letras no Tienen Ningún Significado
5. El Amor Físico
6. La Vena en Su Teta
7. El Muñeco
8. Tu madre
9. De Ti Me Separo
10. Much Love